# 도쿄 지하철 (기업)

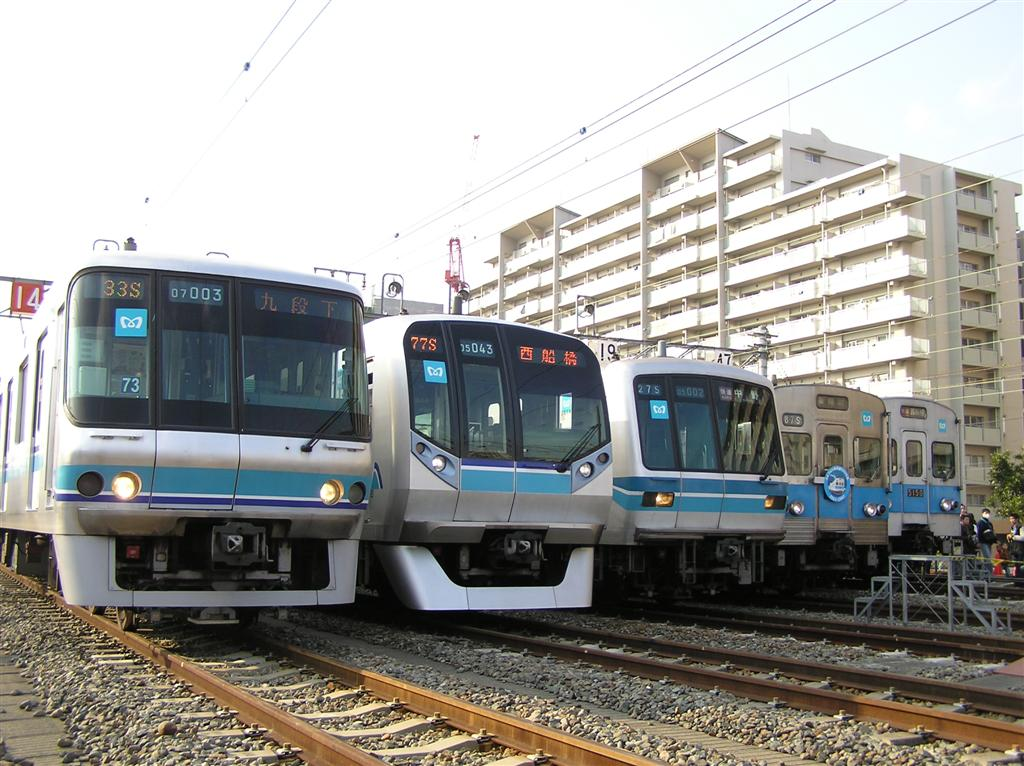
도자이 선의 전동차들

도쿄 지하철 주식회사(일본어: 東京地下鉄株式会社 도쿄치카테쓰카부시키카이샤[*], Tokyo Metro Co.,Ltd.)는 일본의 지하철을 운영하는 법인 중 하나이다. 애칭은 도쿄 메트로(東京メトロ)이다. 주로 도쿄 내를 운행하는 지하철 노선을 운영한다.
종래의 제도고속도교통영단(일본어: 帝都高速度交通営団)를 전신으로 2004년 4월 1일에 일본 정부와 도쿄도가 출자하는 특수 회사로서 발족했다.

## 운영 노선
노선 번호 순으로 서술한다.
- 긴자 선(銀座線) ○, 노선 번호: G
- 마루노우치 선(丸ノ内線) ○, 노선 번호: M(본선), Mb(분기선)
- 히비야 선(日比谷線) ○, 노선 번호: H
- 도자이 선(東西線) ○, 노선 번호: T
- 지요다 선(千代田線) ○, 노선 번호: C
- 유라쿠초 선(有楽町線) ○, 노선 번호: Y
- 난보쿠 선(南北線) ○, 노선 번호: N
- 한조몬 선(半蔵門線) ○, 노선 번호: Z
- 후쿠토신 선(副都心線) ○, 노선 번호: F

## 차량

### 긴자선
- 1000계

### 마루노우치선
- 2000계

### 히비야선
- 13000계

### 도자이선
- 05계
- 07계
- 15000계

### 지요다선
- 05계 (기타아야세 지선용)
- 16000계

### 유라쿠초 선・후쿠토신 선
- 10000계
- 17000계

### 난보쿠선
- 9000계

### 한조몬선
- 18000계
- 08계

## 운임
| 거리              | 일반 운임  | 일반 운임 |
| 거리              | Suica 이용 | 표 이용   |
| ----------------- | ---------- | --------- |
| 6km까지           | 178        | 180       |
| 7km에서 11km까지  | 209        | 210       |
| 12km에서 19km까지 | 252        | 260       |
| 20km에서 27km까지 | 293        | 300       |
| 28km에서 40km까지 | 324        | 330       |

## 같이 보기
- 도쿄 지하철
- 하트풀 재팬 (도쿄 지하철 역의 구내의 어학 도우미 자원봉사 단체)
- 도쿄 도 교통국 (도쿄에서 또 하나의 지하철 운영 단체)
- 도쿄 지하철 사린 사건